# Алексеїха (Новгородська область)
Алексеїха (рос. Алексеиха) — присілок в Пестовському районі Новгородської області Російської Федерації.
Населення становить 16 осіб. Входить до складу муніципального утворення Вятське сільське поселення.

## Історія
Від 2004 року входить до складу муніципального утворення Вятське сільське поселення

## Населення
| 2010 |
| ---- |
| 16   |